# Juanita du Plessis
Juanita du Plessis, née Naudé (Windhoek, 26 de abril de  1972) es una cantante namibia de country/pop/gospel naturalizada sudafricana.

## Biografía
Tras completar sus estudios y casarse con quien es hoy aún su agente, se mudó a Sudáfrica en los años 1990 donde comenzó una exitosa carrera musical en la que ha vendido más de 3000000 de discos.
Su hermano Pieter Naudé también es músico, su hijo mayor Ruan Josh es cantante, y tiene además dos hijos mellizos, una de ellos Franja, también canta.

### Álbumes
- 1998 – Young Hearts
- 2001 – Ek en jy
- 2002 – Dis waar ek wil wees
- 2003 – Jy is...
- 2004 – Altyd daar
- 2005 – Bly by my
- 2006 – Jou skaduwee
- 2007 – Vlieg hoog
- 2007 – Volmaakte kring
- 2008 – Bring jou hart (con Theuns Jordaan)
- 2010 – Engel van my hart
- 2011 – Wees lig
- 2012 – Hart vol drome (con Theuns Jordaan)
- 2012 – Jy voltooi my
- 2014 – Nashville
- 2015 – Toe staan die wêreld stil
- 2017 – Koningskind
- 2017 – Kaalvoetkinners (con Franja du Plessis y Ruan Josh)
- 2020 – Dis tyd